# Паломарский обзор
Паломарский обзор неба (POSS) — фотографический обзор большей части неба, выполненный в Паломарской обсерватории. Первая версия обзора выполнялась на 122-сантиметровом телескопе системы Шмидта (Телескоп имени Самуэля Ошина) с 1949 по 1958 год. Всего было отснято 936 фотопластинок, покрывающих полностью всё небо севернее −30°. Каждый участок неба был отснят в двух светофильтрах — синем и красном. Обзор охватывает звёзды до 22m звёздной величины.
Вторая версия обзора (POSS-II) была отснята в 1980—1990-x годах и до выхода каталога 2MASS оставалась наиболее полным атласом неба.
В 1994 году фотопластинки Паломарского обзора оцифровали и на основе этих данных выпустили Цифровой обзор неба (Digitized Sky Survey — DSS).